# Església dels sants Just i Pastor (Sant Just Desvern)
L'església dels sants Just i Pastor és l'església parroquial de la vila de Sant Just Desvern a la comarca del Baix Llobregat. L'autor és el mestre de cases occità Lleonard Bosch. És un edifici que forma part de l'Inventari del Patrimoni Arquitectònic de Catalunya.
Església d'una sola nau amb quatre capelles laterals corresponents a quatre tramades coronades amb voltes de creueria. L'absis, pentagonal, és cobert per volta de creueria i té finestres en lluneta. La porta és d'inspiració clàssica amb dues columnes d'ordre jònic, però sense estries, que flanquegen l'accés i que suporten un frontó on es troba un escut amb la campana, símbol de Sant Just.

## Història
L'església està consagrada als sants Just i Pastor, però l'origen del seu nom també es pot vincular a Just d'Urgell, el bisbe més antic del bisbat d'Urgell de qui es té notícia. L'edifici —que es troba a la plaça de l'Església entre el carrer de l'Església, el carrer Bonavista i el carrer de Carles Mercader— va venir a formar el nucli històric del que esdevindria el poble de Sant Just amb una sèrie de primeres masies al voltant seu en l'espai de la sagrera. Aquesta primera església d'estil preromànic o romànic és esmentada per primera vegada l'any 986, situada probablement al mateix lloc de l'actual.
Al llarg de la seva història es duen a terme diverses reformes en l'edifici i el seu entorn, començant l'any 1366 quan s'obre una finestra a la part de ponent perquè l'interior era massa fosc, cosa que fa suposar que era romànica. També es mana de reparar una torre veïna, potser un campanar, perquè amenaça ruïna. El 1406 s'estableix el cementiri parroquial, cosa que el 1425 encara no s'havia fet. El 1435 consta que ja hi havia sagristia. El 1511 es fa una restauració i el 1513 es repara l'escala del cor.
El 1569 es fa esment de la necessitat de construir una nova església amb un portal renaixentista. Entre 1569 i 1571 s'enderroca la vella església per construir-ne una de nova. El 1676 s'afegeixen les capelles laterals i el 1752 dependències al nord i a ponent. En l'any 1890 es fa una restauració completa de l'edifici. El 21 de juliol de 1936, pocs dies després del començament de la guerra civil, tot el conjunt parroquial fou incendiat i cremat — presumiblement per gent de fora de la vila, membres de la FAI. Després d'un primer incendi, gent del poble va encendre un segon foc, que va acabar de destrossar la parròquia. Bona part va quedar ensorrada i l'altre cremada, van tirar les campanes a terra i les van aprofitar per fer material de guerra.
L'any 1940 es va iniciar la restauració de l'església, que va ser inaugurada el 3 de març.

## Arquitectura

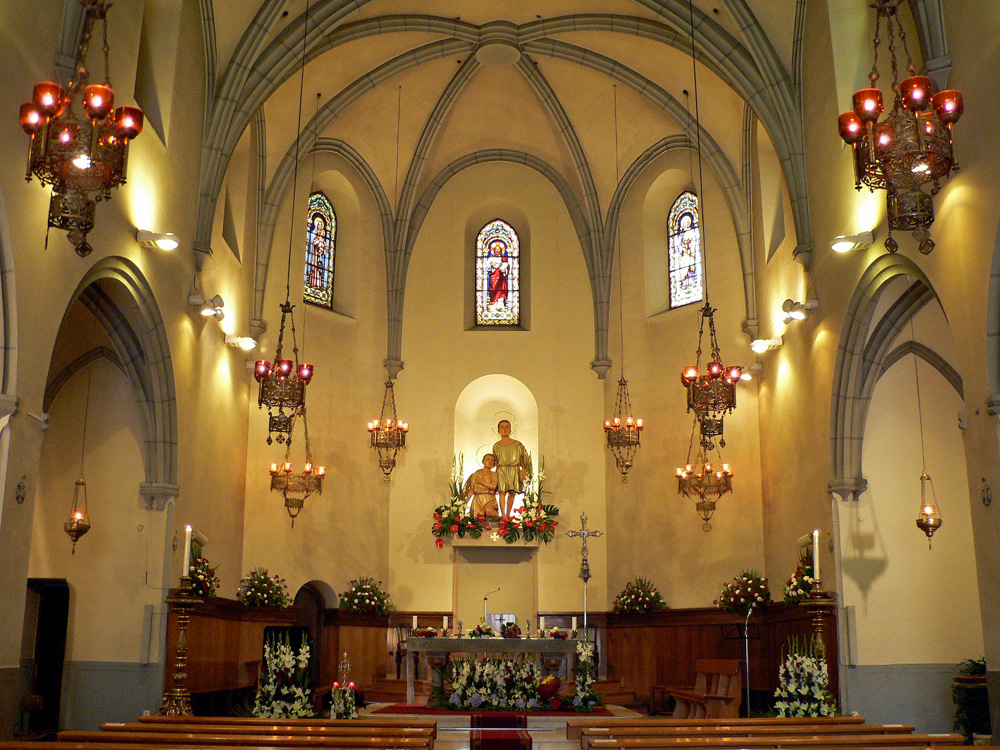
Interior de l'església

Existeix el contracte de l'edificació amb les dates del 16 de gener i el 20 de juny de 1570 de la nova església de Sant Just Desvern. L'autor és Lleonard Bosch, mestre de cases, occità que va edificar el temple entre els anys 1575 i 1578. L'església és d'una sola nau amb un absis pentagonal cobert per volta de creueria. A més de l'altar major i de l'altar del Santíssim disposa de sis capelles laterals, tres a cada costat de la nau. La 1a capella a mà esquerra està dedicada a sant Antoni abat, la 2a a santa Llúcia i la 3a a sant Crist i a la Verge dels Dolors. La 1a capella a mà dreta està dedicada a sant Joan Baptista (aquí també es troba la pila baptismal), la 2a a sant Sebastià (el copatró de la parròquia) i la 3a a la Mare de Déu de Montserrat. En la capella del Santíssim hi ha una imatge de mida natural d'un Sant Crist en un retaule.
La torre de l'església, de base quadrada i amb una alçària de 20,46 metres, és coronada amb merlets i un campanar de ferro forjat, a més disposa d'un rellotge. Les mides fonamentals de tot el conjunt estan basades en la proporció àurea.
A la façana principal destaca el portal d'estil renaixentista amb dues columnes d'ordre jònic que suporten un frontó amb un relleu d'una campana, símbol de Sant Just, i una inscripció que diu «PAU MODOLELL SINDIC EN L'ANII 1571 HA 13 DE GOLIOL SE COMENA LO PRESENT TEMPLE GERONI CARDONA SINDIC». Al damunt es troben tres petites estàtues que representen els sants Just i Pastor (als costats) i la Mare de Déu (al centre).

### Campanes
Les campanes primitives de l'església, que possiblement tenien el seu origen en el segle xvi, van ser aterrades en l'incendi de l'any 1936. Amb la restauració de l'edifici es van instal·lar quatre campanes noves, que porten gravades les següentes llegendes en llatí (de la més grossa a la més petita):
- Justa: «Potestatibus tenebrerum superatis, LAUDO DEUM» («Vençut el poder infernal de les tenebres, ALABO DÉU»)
- Pastora: «Cultu publico restituto, VOCO PLEBEM» («Restablert el culte públic, CRIDO EL POBLE»)
- Josepa: «Voce recuperata, NATOS NUNCIO DEFUNCTOS PLORO» («Recuperada la veu, ANUNCIO ELS NATS I PLORO ELS MORTS»)
- Raimunda: «Piis populi moribus instauratis, FULGURA PELLO» («Restaurats els pietosos costums del poble, ALLUNYO LES TEMPESTES»)

### Orgue
L'orgue de l'església amb un total de 796 tubs de temperament Vallotti és de Joan Carles Castro i data de l'any 2005. El 19 de novembre va tenir lloc una missa solemne de benedicció del nou orgue presidida pel bisbe de la Seu d'Urgell Joan Enric Vives i Sicília. L'orgue consta de dos teclats manuals de 56 notes (C–g''') i d'un pedaler de 30 notes (C–f'). La disposició fònica de l'orgue:
Orgue major (II manual)
- 1 Flautat 8'
- 2 Bordó 8'
- 3 Octava4'
- 4 Quinzena 2'
- 5 Plens IV 1 ⅓'
- 6 Trompeta real 8'

Cadireta interior (I manual)
- 7 Flauta Xemeneia 8'
- 8 Tapadet 4'
- 9 Nasard 12a. 2 ⅔'
- 10 Dinovena 1 ⅓'
- 11 Cromorn 8'

Orgue de contres (pedal)
- 12 Subbaix 16'
- 13 Baix 8'
- 14 Flauta 4'
- 15 Trompeta 8'